# Joan Woodland
Joan Woodland (ur. 8 maja 1921, zm. 13 listopada 2013) –  australijska lekkoatletka, sprinterka, mistrzyni igrzysk Imperium Brytyjskiego w 1938.
Na igrzyskach Imperium Brytyjskiego w 1938 w Sydney zdobyła złoty medal w sztafecie 220-110-220-110 jardów (która biegła w składzie: Decima Norman, Jean Coleman, Woodland i Thelma Peake), a także zajęła 5. miejsce w biegu na 100 jardów.
Była brązową medalistką mistrzostw Australii w biegu na 100 jardów w 1937/1938 i w biegu na 220 jardów w 1939/1940.
Jej rekord życiowy w biegu na 100 metrów wynosił 12,4 s (ustanowiony 24 lutego 1940 w Perth), a w biegu na 200 metrów 25,8 s (7 marca 1950 w Perth).